# Randy Gardner
Pour les articles homonymes, voir Gardner.
Randy Gardner, né le 2 décembre 1957, est un ancien patineur américain. Sa partenaire en couple était Tai Reina Babilonia avec laquelle il a été champion du monde en 1979. Favoris des Jeux olympiques de 1980, ils ont dû se retirer à la suite d'une blessure de Gardner.
Randy Gardner et Tai Babilonia sont le premier couple à avoir réussi un triple salchow lancé en compétition.
Ils se sont retirés de la compétition amateur peu après les Jeux olympiques de 1980. Ils ont patiné dans les rangs professionnels jusqu'en 1996.

## Palmarès
Avec sa partenaire Tai Reina Babilonia
| Compétitions principales    | 1974 | 1975 | 1976 | 1977 | 1978 | 1979 | 1980 |
| Jeux olympiques d'hiver     |      |      | 5e   |      |      |      | F    |
| Championnats du monde       | 10e  | 10e  | 5e   | 3e   | 3e   | 1er  |      |
| Championnats des États-Unis | 2e   | 2e   | 1er  | 1er  | 1er  | 1er  | 1er  |
| Légende : F = Forfait       |      |      |      |      |      |      |      |

## Sources
- Pairsonice Tai Babilonia and Randy Gardner Profile. (Page consultée le 26 août 2006) http://www.pairsonice.net/profileview.php?pid=2